# Rodrigo de Triana

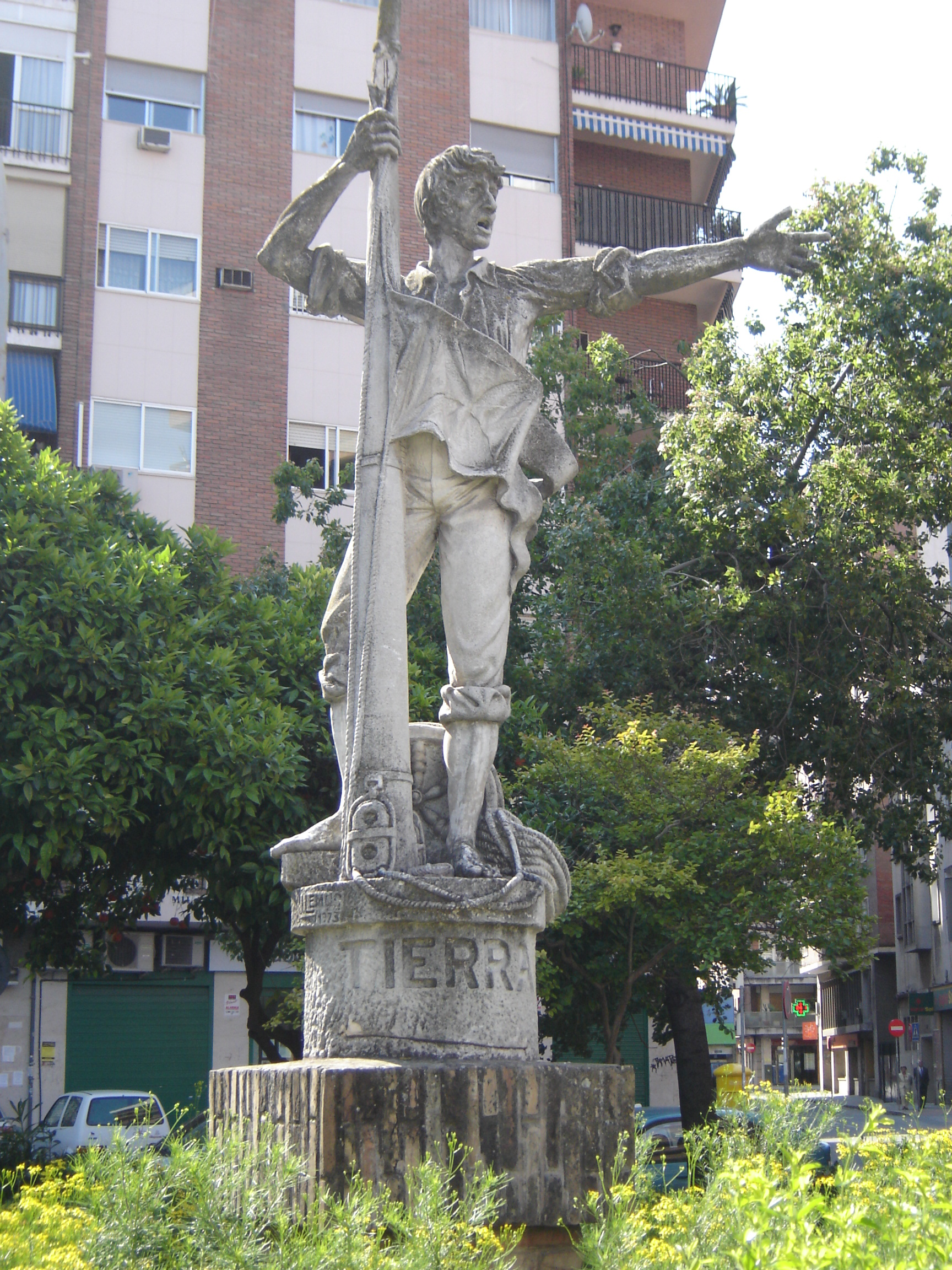
Denkmal in Sevilla

Rodrigo de Triana, eigentlich Juan Rodríguez Bermejo (* 1469 in Sevilla; † nach 1525), war ein spanischer Seemann, der angeblich auf der ersten Expedition des Christoph Columbus als erster Land sichtete.

## Leben
Rodrigo de Triana fuhr 1492 als Matrose bei der ersten Reise von Christoph Kolumbus unter dem Kommando von Martín Alonso Pinzón auf der Pinta mit. Gemäß dem von Christoph Kolumbus geführten Bordbuch war De Triana der erste Teilnehmer der ersten Seefahrt, der Land entdeckte: eine Insel der heutigen Bahamas (siehe Entdeckung Amerikas 1492). Die Landsicht erfolgte demnach in der Nacht vom 11. auf den 12. Oktober 1492 um 2 Uhr.

„Nach Sonnenuntergang kehrte ich wieder zur Westrichtung zurück. Wir kamen mit einer Seegeschwindigkeit von 12 Seemeilen vorwärts und bis 2 Uhr morgens hatten wir 90 Seemeilen durchlaufen. Da die Karavelle „Pinta“ schneller war als die anderen beiden Schiffe und mir vorgefahren war, so entdeckte man an Bord der „Pinta“ zuerst das Land und gab auch die angeordneten Signale. Als erster erspähte dieses Land ein Matrose, der Rodrigo de Triana hieß“

De Trianas Sichtung ist jedoch umstritten: Die Pinta, auf der er segelte, war zu diesem Zeitpunkt noch 205 Kilometer von der Insel entfernt. Berücksichtigt man die Erdkrümmung, kann der Matrose nicht Land gesehen haben.
1507 wurde Rodríguez Bermejo Kapitän und reiste 1525 mit García Jofre de Loaísa zu den Molukken.

## Ehrungen
Seit 1898 ist eine Straße in Triana nach ihm benannt, und in der Straße Páges del Corro in Sevilla befindet sich seit 1973 ein Denkmal, das den Entdecker zeigt, wie er am Mast stehend mit ausgestrecktem linken Arm auf das Land hinweist.